# Some of These Days
A Some of These Days Sophie Tucker 1910-ben bemutatott dala.
Shelton Brooks figyelmét Sophie Tucker dalára a szobalány hívta fel. Brooks azonnal felismerte a dalban rejlő slágert, amelyből aztán számos verziót rögzítettek az évek során. A felvételek Shelton Brooks neve alatt jelentek meg.
Később a dal nem egy filmben hallható, látható.

## Híres felvételek
Ethel Waters, Louis Armstrong, Coco Briaval, Elkie Brooks, Cab Calloway, Bing Crosby, Bobby Darin, Ella Fitzgerald, Diahann Carroll, Danny Aiello, Judy Garland, Matt Forbes, The Hot Sardines, Susan Maughan, The McGuire Sisters, The Original Dixieland Jass Band, Sue Raney, Serena Ryder, Sidney Bechet, Leon Redbone, Erica Lewis & Tuba Skinny, Kathy Brier, Monsieur Pompadour, Preservation Hall Jazz Band, Lennie Hayton, Eva Fernandez és Andrea Motis.

## Filmek
- A Some of These Days a Lights of New York 1című 1928-as filmnél egyike volt számos dalnak, amelyet a mozi zenekara játszott.
- Sophie Tucker maga énekelte a dalt egy éjszakai klub énekesnőjeként az 1929-es Honky Tonk című filmben, majd a Broadway Melody of 1938-ban és a Follow the Boys (1944) című filmben.

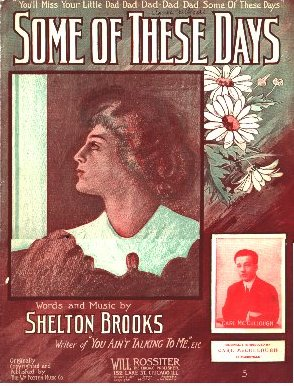